# Новотроицкое (Бакалинский район)
Новотроицкое (баш. Яңы Троицкий) — деревня в Бакалинском районе Республики Башкортостан Российской Федерации. Входит в состав Старошарашлинского сельсовета. 

## География

### Географическое положение
Расстояние до:
- районного центра (Бакалы): 7 км,
- центра сельсовета (Старые Шарашли): 3 км,
- ближайшей ж/д станции (Туймазы): 82 км.

## История
С 2005 современный статус.
 
Статус деревня, сельского населённого пункта, посёлок получил согласно Закону Республики Башкортостан от 20 июля 2005 года N 211-з «О внесении изменений в административно-территориальное устройство Республики Башкортостан в связи с образованием, объединением, упразднением и изменением статуса населенных пунктов, переносом административных центров», ст.1:

6. Изменить статус следующих населенных пунктов, установив тип поселения - деревня:
7) в Бакалинском районе:…

х) поселка Новотроицкое Старошарашлинского сельсовета

## Население
| 2002 | 2009 | 2010 |
| ---- | ---- | ---- |
| 14   | ↘8   | ↗11  |

Национальный состав
Согласно переписи 2002 года, преобладающая национальность — русские (86 %).